# Mikrofonierung
Unter Mikrofonierung oder Mikrofonierungstechnik versteht man die situationsgerechte Auswahl und Aufstellung von geeigneten Mikrofonen zur Aufnahme von Schallquellen. Dabei bestimmen deren Richtcharakteristik und Frequenzgang die Einsatzgebiete. Je nach Aufstellungsort und Mikrofonanordnung sowie Zusammenmischung der Signale wird ein anderer Klang erzielt.
Der Begriff Mikrofonierung wird oft mit Mikrofonie verwechselt, welcher für einen Störeffekt steht, bei dem nicht als Mikrofone gedachte elektroakustische Bauelemente ungewollt als Schallwandler arbeiten.
Die Herangehensweise bei der Mikrofonierung von Beschallungsanlagen, bei der Tonaufzeichnung in der Musik oder der Aufnahme von technischen Klängen ist sehr unterschiedlich. Bei der Beschallung ist es vordringlich, die Rückkopplungsgefahr durch die Lautsprecher zu vermindern. Darum geht man hier sehr nah an die Schallquellen heran, was u. a. zu einem Naheffekt führt. Auch bei der Aufzeichnung von Sprache wird der Nahbesprecheffekt ausgenutzt. Bei der Tonaufnahme von Gesang und Musik sind die Mikrofone oft weiter von der Schallquelle entfernt, wodurch der gesamte Klangkörper vollständiger erfasst und auch der umgebende Raum als Raumschall natürlicher in die Aufnahme miteinbezogen wird. Bei der Aufnahme von Geräuschen für messtechnische Zwecke oder zur Weiterverwendung als Samples wird ebenfalls aus der Distanz aufgenommen, allerdings möglichst in einem schalltoten Raum.

## Einflussfaktoren
Das tontechnische Gelingen einer Aufnahme ist von folgenden Faktoren abhängig:
- den akustischen Eigenschaften des Aufnahmeraums, z. B. von dessen Einfluss auf Nachhall und Stehende Wellen
- der Art und Qualität des Mikrofons, z. B. von der Richtcharakteristik und vom Frequenzgang, Impulsverhalten, Eigenrauschen und Klirrfaktor
- der Positionierung der einzelnen Mikrofone zur Schallquelle:
  - der Position im Raum bzw. Abstand zur Schallquelle
  - dem Flächenwinkel zwischen flächig abstrahlenden Schallquellen und Mikrofon
- der Positionierung mehrerer Mikrofone im Ensemble (Klangverstärkung, im Negativfall auch Auslöschungen infolge von Interferenz)
- die Art und Pegel der Zusammenmischung der Signalquellen

Der Aufnahmeraum lässt sich durch geeignete Maßnahmen akustisch optimieren, z. B. mittels Absorber zur Dämpfung, Resonatoren oder Reflektoren / Diffusoren zur Bündelung oder Streuung. Es kann sich dabei um bewegliche bzw. variable Elemente handeln.

## Stereoabbildung akustischer Aufnahmen bei Lautsprecherwiedergabe

### Nahe Ebene
Einzelne Schallquellen oder auch Schallquellengruppen werden in einem, beim direkten Hören als angenehm empfundenen Abstand, dicht hinter der Lautsprecherebene abgebildet.
- Beispiel: Kammermusikensemble, Einzelinstrumente, Sänger und andere Solisten
- Übliche Mikrofonierung: Der Abstand der Mikrofone vom Klangkörper ist deutlich kleiner als der Hallradius des Aufnahmeraums.

### Mittlere Ebene
Schallquellengruppen werden in einem der Gruppengröße angemessenen Abstand hinter der Lautsprecherebene abgebildet. Bei der Wiedergabe hat man den Eindruck eines angenehmen Zuhörabstands.
- Beispiel: Größere Instrumentalensembles (Kammerorchester) oder Streichergruppen von Sinfonieorchestern.
- Übliche Mikrofonierung: Kombination von Hauptmikrofonanordnung und Stützmikrofonen.

Der durch die Mischung sich ergebende Abstandseindruck ist kleiner als der Hallradius des Raums.

### Entferntere Ebene
Ebene eines tiefengestaffelten, großen Klangkörpers. Die Akustik des Aufnahmeraumes ist deutlich wahrnehmbar.
- Beispiel: Blasinstrumente und eventuell Kontrabässe sowie die Schlagzeuginstrumente eines Sinfonieorchesters und einer Orgel in einer großen Kirche.
- Übliche Mikrofonierung: Kombination von Hauptmikrofonanordnung und etlichen Stützmikrofonen.

### Weit entfernte Ebene
Deutlich entfernt platzierte Schallquellen, die im Raum, oder sogar außerhalb des Raums abgebildet erscheinen, Beispiel: Fernorchester.

## Entscheidende Parameter zur Tonaufnahme
Das Gelingen einer Tonaufnahme unter – vornehmlich – tontechnischen Gesichtspunkten von akustischen Instrumenten (unplugged) ist von vielen Faktoren abhängig, wie etwa
- vom Zielformat und der Kompatibilität (Mono-, Stereo-, Surroundformat)
- von der Art der Musikstilistik. Klassische Aufnahmen eines Kammerchores erfordern beispielsweise andere Aufnahmetechniken als eine Rockproduktion. Auch ist die Stilfrage überhaupt maßgeblich für die Art der Mikrofonierung, weil verschiedene Stile sehr unterschiedliche Eigenarten der Mikrofonierung haben und teilweise absichtlich gegen normalerweise sonst übliche technische Mikrofonaufstellungsregeln verstoßen wird.
- von den akustischen Eigenschaften des Aufnahmeraums, z. B. dem Nachhall, dem Klang und den Störgeräuschen.
- von der Position des Instrumentes bzw. der Instrumente im Raum.
- von der Position der Instrumente zueinander, wenn mehrere Instrumente gleichzeitig aufgenommen werden (z. B. Übersprechen).
- von der Aufstellung der Mikrofone. Die Aufstellung beeinflusst das Klangergebnis oft in entscheidenderer Form als die Wahl des Mikrofones an sich (bei gleicher Richtcharakteristik). Es ist auch eine Frage der Philosophie, welch ein Klangergebnis gewünscht wird. Hier spielt die Wahl der Ebene (Nah-, Mittel-, Fernposition) eine ebenso entscheidende Rolle (Stichwort: Hallradius). Dazu kommen unveränderbare Parameter (vgl. erste Aufzählung) sowie die Art des Instrumentes. Manche Instrumente benötigen eine bestimmte Distanz, um ihren Ton zu entfalten (z. B. Geige, Akkordeon). Auch müssen instrumentenbautechnische Gegebenheiten berücksichtigt werden (z. B. Bassdrum ohne Schallöffnung im Fell, Gitarre nicht an den Wirbeln abnehmen, der Geigenbogen darf nicht durch ein Mikrofon den Musiker beim Spielen behindern usw.). Reflexionen am Instrument und der Umgebung führen darüber hinaus zu erwünschten (dichterer Klang) und unerwünschten Klangergebnissen (Kammfiltereffekt).
- von der Auswahl der Mikrofone. Aufgrund der unterschiedlichen Richtcharakteristiken und Frequenzgänge der Mikrofone können die vom Instrument abgestrahlten und vom Raum reflektierten Frequenzen je nach Mikrofonauswahl besser oder weniger gut aufgenommen werden. Die Lautstärke eines Instrumentes kann darüber hinaus ein wichterer Faktor sein, denn sonst ist es möglich, dass bei zu großer Dynamik das Mikrofon Schaden nimmt oder bei zu geringer Lautstärke des Instrumentes das Mikrofon rauscht.
- von der Position des Mikrofons am Instrument bzw. der Stimme. Das gilt besonders bei Nahaufnahmen. Hierbei spielt beispielsweise bei der Stimme der Nahbesprechungseffekt eine Rolle. Bei Trommeln beispielsweise wird der Klang je nach Positionierung völlig verändert (Trommelrand vs. Fellmitte, Abnahme von oben / unten etc.). Auch können Eigengeräusche des Instrumentes an sich maßgeblich sein, z. B. Dämpfergeräusche (beim Flügel) oder Klappengeräusche, bei einer Hi-Hat (Schlagzeug) kann gar eine falsche Position das Mikrofon völlig zerstören.
- von der Anzahl der Mikrofone und deren Position zueinander. Beim Einsatz von mehreren Mikrofonen ist es unvermeidlich, dass es zur Auslöschung von Frequenzen durch unterschiedliche Laufzeiten kommt. Durch eine richtige Positionierung bzw. Reduzierung der Anzahl der Mikrofone kann das Problem minimiert werden.
- von vor- und nachgeschalteten Gerätschaften. Sie können generell schon das Aufnahmeverfahren beeinflussen. Wird beispielsweise mit einer starken Kompression schon bei der Aufnahme gearbeitet, muss man ggf. ein passendes Mikrofon für diesen „Sound“ aufstellen.
- von der Erfahrung des Musikers bzw. der Musiker mit Aufnahmen. Erfahrene Musiker arbeiten mit der Technik und wissen, wie sie das beste Ergebnis erzielen. So wird ein erfahrener Percussionist beispielsweise eine Stereomikrofonierung nutzen, ein erfahrener Sänger den Nahbesprechungseffekt. Erfahrene Musiker werden auch ganz allgemein auf die Dynamik und die damit verbundenen Probleme achten.
- von der Erfahrung des Tontechnikers. Kennt beispielsweise ein Tontechniker den Aufnahmeraum gut, ergeben sich immer bessere Aufnahmen, als wenn er den Aufnahmeraum nicht kennt. Sehr erfahrene Tontechniker können über ihren Erfahrungsschatz auch ihnen unbekannte Räume so gut einschätzen, dass sie auch hier sehr gute Aufnahmeergebnisse erzielen können. So hat er meist eine gewisse Anzahl an Mikrofonen, die er besonders gut kennt und bevorzugt für bestimmte Anwendungen einsetzt.

Musikalische Gesichtspunkte können darüber hinaus weitere Anpassungen nötig machen. Das kann durchaus zu schlechteren tontechnischen Ergebnissen führen, aber bessere musikalische Ergebnisse erzielen – Tontechnik ist ja kein Selbstzweck, sondern muss den künstlerischen Anforderungen unterliegen, weshalb eine rein technische Aufstellung allein keine gute Aufnahmen garantieren kann.
Rein technisch gesehen ist zudem jede Aufnahme anders, jeden Tag klingen Musiker und Instrumente anders, der Tontechniker hört anders und die äußeren Gegebenheiten (Temperatur, Luftdruck, Luftfeuchtigkeit oder sogar Stromschwankungen im Netz, die die Geräte beeinflussen usw.) sind auch nie gleich. Auch werden beispielsweise keine zwei Pianisten dasselbe Instrument gleich spielen.
Hundertprozentig feste Regeln gibt es daher rein objektiv gar nicht, sondern müssen jedes Mal neu individuell für eine gute Aufnahme gefunden werden.

## Mikrofonauswahl
Dynamisches oder Kondensatormikrofon?
Kleinmembran-Kondensatormikrofone können einen sehr linearen Frequenzgang besitzen. Demgegenüber besitzen Großmembran-Kondensatormikrofone oder dynamische Mikrophone eine weniger lineare Charakteristik. In der Praxis spielt ein linearer Frequenzgang nur bei der Aufnahme von klassischer Musik eine wichtige Rolle. Bei der Effekt- und Pop-Musik stellt sich eher die Frage nach dem individuellen Klangcharakter eines Mikrofontyps. Man sucht eine effektvolle spezielle Klangfarbe.
Neben ästhetischen Betrachtungen ergeben sich aber auch handfeste technische Abwägungen. So erlauben dynamische Mikrofone eine verzerrungsfreie Aufnahme auch noch bei deutlich höherem Schalldruck als Kondensatormikrofone.
Allgemein lässt sich sagen, dass für Konzertaufnahmen wegen der besseren Klangtreue eher Kondensatormikrofone verwendet werden, während für Konzertbeschallung häufig dynamischen Mikrofonen der Vorzug gegeben wird, besonders wenn andere Erwägungen ausschlaggebend sind (Pegelfestigkeit, gewollte Klangverfärbung z. B. bei Gesangsmikrofonen usw.). In der Vergangenheit galten dynamische Mikrofone auch als robuster. Inzwischen gibt es auch Kondensatormikrofone, speziell für die Bühne, die an Robustheit den dynamischen Mikrofonen in nichts mehr nachstehen. Das Gleiche gilt für die Rückkopplungsfestigkeit. Und auch hohe Pegel sind bei modernen Kondensatormikrofonen nicht mehr so problematisch.

### Klein- und Großmembrankondensatormikrofon
Kleinmembranmikrofon
Als Kleinmembranmikrofon gelten nach branchenüblicher Bezeichnung Mikrofone, deren Mikrofonkapsel einen Membrandurchmesser von kleiner als 1 Zoll, entsprechend 2,54 cm aufweisen. Typisch sind bei Kondensatorkleinmikrofonen 2,1 cm Durchmesser; Messmikrofone haben auch 1⁄2 Zoll (1,3 cm) und 1⁄4 Zoll (0,64 cm).
Der Kapseldurchmesser beeinflusst maßgeblich den Klang und bestimmt damit den Anwendungszweck des Mikrofons mit. Je kleiner der Kapseldurchmesser ist, desto höhere Frequenzen können gemäß ihrer Einfallsrichtung und Schallstärke korrekt aufgenommen und übertragen werden, da sich das Mikrofon dem punktförmigen Ideal annähert und die wirksame Membranfläche maximal in der Größenordnung der Wellenlänge der höchsten hörbaren Schallfrequenzen liegt.
Kleinmembranmikrofone haben daher einen recht gleichförmigen Verlauf der Empfindlichkeit in Abhängigkeit vom Schalleinfallswinkel und übertragen bis weit über 15 kHz einigermaßen sauber. Dagegen kommt es bei Großmembranmikrofonen z. B. zu ausgeprägten Partialschwingungen und Wechselwirkungen der Membran mit kurzwelligen Schallwellen, sodass im oberen Frequenzbereich ab etwa 10 kHz ein oft ungleichförmiger Frequenzverlauf entsteht. Mitverantwortlich sind hierbei auch die Größe und Geometrie des gesamten Mikrofons. Kleinmembranmikrofone stellen ein geringes Hindernis im Schallfeld dar und wirken damit weniger verändernd, was z. B. auch in Stereo-Mikrofonanordnungen sehr zum Tragen kommt, wenn zwei Mikrofone in unmittelbarer Nähe platziert werden müssen.
Grundsätzlich gilt: Je kleiner die Kapsel, desto neutraler und präziser ist das Klangbild. Daher werden bei Musikproduktionen und Übertragungen, bei denen es auf klangliche Authentizität ankommt, nahezu ausschließlich Kleinmembranmikrofone eingesetzt.
Andererseits verliert man bei kleineren Kapseln an Kondensatorfläche, wodurch die Empfindlichkeit, also das Vermögen, einen bestimmten Schalldruck in eine möglichst große Spannung umzuwandeln, sinkt und bei festem Grundrauschen nachgeschalteter Verstärker, der effektive Rauschabstand verschlechtert wird.
Durch die Bauart weisen Kleinmembranmikrofone auch eine oft benötigte gute Rückwärtsdämpfung, also Abschattung von hinten kommender Schallwellen auf. Typische Rückwärts-Dämpfungswerte sind bis zu 35 dB für Nieren-Kleinmembranmikrofone, während bei Großmembranmikrofonen nur maximal 20 dB Dämpfung von hinten üblich sind.
Großmembranmikrofon

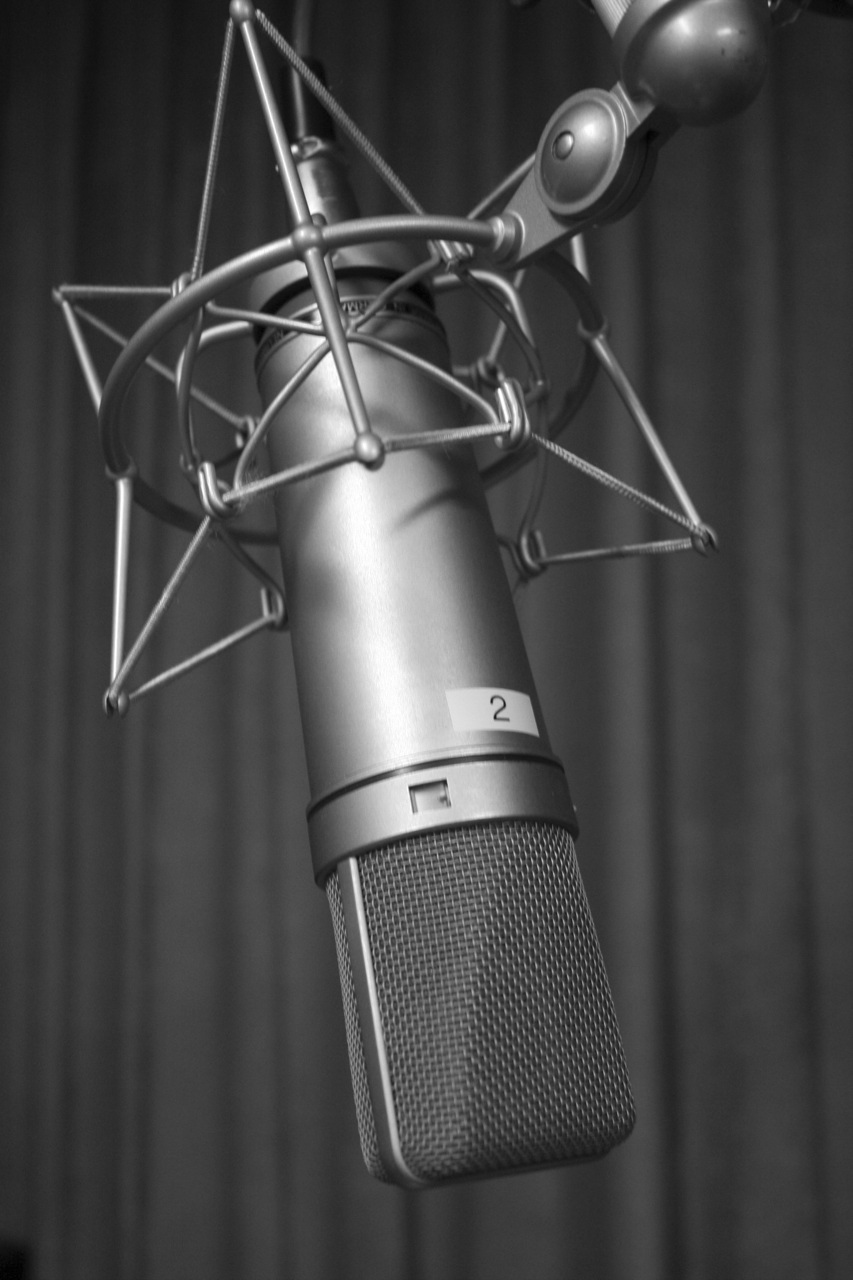
Großmembran-Kondensator-Mikrofon mit Mikrofonspinne

Bei Kondensatormikrofonen ist es in der Branche bis heute üblich, alle Kapseln mit Membrandurchmessern von größer oder gleich 1 Zoll = 2,54 cm als Großmembranmikrofon zu bezeichnen, auch wenn es manche junge Firmen gibt, die es mit dieser geschichtlich gewachsenen Begriffsbestimmung nicht so ernst nehmen und auch Membranen mit nur 0,75 Zoll = 1,9 cm Durchmesser (die damit eigentlich Kleinmembranmikrofone sind) schon als Großmembran zu benennen, um sie besser vermarkten zu können. Real ist, dass die historisch bedingte Baugröße der Großmembranmikrofone bei nichttechnischen Anwendern noch heute auf positive Resonanz stößt und somit häufig kaufentscheidend ist.
Kleinmembranmikrofone werden als im Schallfeld weniger störende Sensoren in der Klangneutralität von manchen Tontechnikern vorgezogen. Wegen des spezifischen Klangs mancher Großmembrankondensatormikrofone werden jedoch diese immer noch gerne von anderen Tontechnikern gerade wegen dieser Eigenschaften gewählt. Es gibt Röhren-Großmembrankondensatormikrofone der Marken AKG oder Georg Neumann, die seit Jahrzehnten eingesetzt werden und gebraucht zu sehr hohen Preisen gehandelt werden.
Der Klang wird durch den Kapseldurchmesser und dessen Störungen im Schallfeld maßgeblich beeinflusst und damit der Anwendungszweck des Mikrofons mitbestimmt. Je größer der Kapseldurchmesser wird, desto schlechter können höhere Frequenzen noch sauber übertragen werden, da ein Membrandurchmesser von 2 cm und mehr bereits in der Größenordnung der Wellenlänge der noch hörbaren hohen Schallwellen liegt, wodurch es zu unerwünschten Effekten kommt.
Ein weiteres typisches Merkmal von Großmembranmikrofonen ist es, dass sie für das Schallfeld ein großes mechanisches Hindernis darstellen und durch die Platzierung eines dermaßen großen Fremdkörpers die Schallsituation in unmittelbarer Umgebung des Mikrofons stark verzerrt wird. Einfluss nimmt hier auch das oft großvolumig gestaltete Gehäuse bei Großmembranmikrofonen.
Da die Richtcharakteristik aufgrund der großen Abmessungen sehr frequenzabhängig und auch weniger gut ausgeprägt ist, entsteht bei diesem Mikrofontyp typischerweise eine deutliche hörbare Klangfärbung, die für jedes einzelne Exemplar charakteristisch ist, während sich Kleinmembranmikrofone untereinander klanglich deutlich ähnlicher sind.
Vergleich zwischen Klein- und Großmembran-Mikrofonen
Großmembranmikrofone besitzen eine typische obere Grenzfrequenz von etwa 12 kHz, während Kleinmembranmikrofone problemlos bis 40 kHz sauber übertragen und auch Impulsen besser folgen können. Moderne Großmembranen bestehen aus extrem dünnen (unter 2 µm) und leichten Materialien und können somit hohe Frequenzen etwas besser wiedergeben als ältere Modelle.
Je kleiner die Mikrofonkapsel, desto neutraler und präziser ist das Klangbild. In Aufnahmesituationen werden Großmembranmikrofone daher oft eingesetzt, um bestimmte Instrumente oder Stimmen zu färben, z. B. um Solostimmen, vor allem Gesang, hervorzuheben. Bei Übertragungen hingegen, wo es auf gute Rückwärts-Dämpfungswerte der Mikrofone ankommt, erweisen sich Großmembranmikrofone als unterlegen: Typische Werte für ein Nieren-Großmembranmikrofon sind 20 dB, während bei einem Kleinmembranmikrofon eine hohe Dämpfung bis zu 35 dB keine Seltenheit sind.
Große Kapseln haben einen Vorteil: Mit größerer Kondensatorfläche steigt die Empfindlichkeit. Bei gegebenem Schalldruck erzeugt daher eine Großmembrankapsel mehr Signalspannung (Modulationsspannung), wodurch bei gleichem Grundrauschen nachfolgender elektrischer Verstärker der effektive Rauschabstand verbessert wird. Damit lassen sich mit Großmembrankapseln grundsätzlich rauschärmere Mikrofone bauen. Daher finden sich in der Produktpalette einiger fernöstlicher Anbieter optisch imposante Riesenmikrofone mit relativ gutem Rauschabstand.
|                         | kleine Membran | große Membran |
| ----------------------- | -------------- | ------------- |
| Eigenrauschen           | höher          | niedriger     |
| Empfindlichkeit         | niedriger      | höher         |
| Schalldruck-Verkraftung | höher          | geringer      |
| Frequenzbereich         | breiter        | enger         |
| Schallfeldeinfluss      | gering         | stark         |
| Dynamikbereich          | höher          | geringer      |